# B.Engineering Edonis
 (septembre 2024).
Si vous disposez d'ouvrages ou d'articles de référence ou si vous connaissez des sites web de qualité traitant du thème abordé ici, merci de compléter l'article en donnant les références utiles à sa vérifiabilité et en les liant à la section « Notes et références ».
L'Edonis est une supercar, fabriquée à Modène par la société B.Engineering. Elle tire son nom du grec hedoné qui signifie plaisir.

## Présentation
Elle est la "première voiture du XXIe siècle", puisque dévoilée à minuit, le 1er janvier 2001 (le projet, le 1er janvier 2000). Au départ B.Engineering ambitionnait de produire 21 exemplaires, mais aux final, deux exemplaires seulement en plus du prototype verrons le jour..
Elle est basée sur le châssis d´une Bugatti EB110 Super Sport et possède un châssis monocoque habillé d'une carrosserie en aluminium faite à la main. La belle est motorisée par un V12 3.8 biturbo de 680 ch. Son prix est de 680 000 euros. À l'origine prévue pour faire 1 000 ch, elle n'a pas pu atteindre cette puissance faute d'homologation.
Les responsables de B.Engineering embauchent une vingtaine d’anciens salariés de Bugatti dans le but de continuer à développer l’EB110 vers une GT plus moderne aux caractéristiques et performances améliorées. N'ayant plus de châssis disponibles car les derniers ont été rachetés par l'entreprise Dauer, ils développent sur la même base que l'EB110 une monocoque en fibre de carbone.
B.Engineering contactera l'ingénieur Nicolas Materazzi qui avait précédemment travaillé dans la conception de la Ferrari F40 et de la Bugatti EB110 afin qu'il conçoit l'Edonis. Le V12 Bugatti sera repis sur l'EB110 mais il sera réalésé à 3.8 litres (contre 3.5) ce moteur reçoit 2 gros turbos et non plus de 4 petits comme initialement. Pour la transmission, la transmission intégrale est remplacée par la propulsion. Nicolas Materazzi a expliqué que selon lui le système de transmission intégrale a été beaucoup trop compliqué à développer, ça a beaucoup alourdi la voiture et ce système n'a pas permis à la voiture de briller en compétition.
Les pneumatiques sont des PAX de chez Michelin (développés pour la Bugatti Veyron). Pour la mise au point c'est Jean-Philippe Vitecoq qui sera appelé, ce dernier avait auparavant travaillé en tant que pilote testeur pour l'EB110.

## Design et conception
Le design est signé par Marc Deschamps, un designer de chez Heuliez qui avait précédemment travaillé pour Bertone. Les rétroviseurs placés en haut des portes sur le prototype seront déplacés vers une place plus conventionnelle sur la voiture finale. La carrosserie sera réalisée par un ancien employer de Scaglietti.

## Une courte carrière
Malheureusement, l’Edonis ne percera jamais et seulement 1 exemplaire et 1 prototype seront réalisés avant que B.Engineering dépose le bilan.
En 2006, la production de l'Edonis est relancé en Turquie, mais finalement l'auto n'est pas produite.
En 2018, L'auto refait surface encore une fois grâce à la société américaine Casil Motors et B. Engineering. L'auto est produite sous le nom d'Edonis SP-110 Fenice. Le châssis et le V12 de l'EB110 sont toujours utilisés. Ce dernier développe 720ch avec 350 km/h en vitesse de pointe et un 0 à 100 effectué en 3,4 secondes. Casil Motors et B. Engineering souhaiteraient produire 15 exemplaires pour un prix d'achat de 690 000 €. Mais à l'heure actuelle, on ignore combien d'exemplaires ont été produits et il est fort probable que le projet ait été abandonné. On sait juste qu'ils ont fabriqué une voiture.

## Apparition médiatique
Elle a participé au premier Supercar Rally (SRO) du 20 au 22 septembre 2001 de Paris à Monaco.
Elle a participé à la parade des pilotes au Mans le 17 juin 2005.
Elle a participé au Festival de vitesse de Goodwood (FOS) en juillet 2005.
Elle a été vu à Izmir en Turquie en juillet 2006.
Enfin, il y a aussi une vidéo d'elle qui existe, à l'arrière d'un yacht..